# Thomas de Kent
Thomas de Kent, o a veces Eustaquio de Kent, fue un poeta anglo-normando del siglo XII. Era sin duda alguna un clérigo, es autor de una novela titulada Roman de toute chevalerie (novela de toda caballería) que renueva el modelo latino original del Romance de Alejandro asociando erotismo cortés e historia dinástica.

## Obra
- Le roman d'Alexandre ou Le roman de toute chevalerie, Trad., presentación y notas de Catherine Gaullier-Bougassas y Laurence Harf-Lancner, París, Champion, 2003 ISBN 2745305190.